# ポルトマッジョーレ
ポルトマッジョーレ（伊: Portomaggiore）は、イタリア共和国エミリア＝ロマーニャ州フェラーラ県にある、人口約12,000人の基礎自治体（コムーネ）。

## 地理

### 位置・広がり

#### 隣接コムーネ
隣接するコムーネは以下の通り。
- アルジェンタ
- コマッキオ
- マージ・トレッロ
- オステッラート
- ヴォギエーラ

### 気候分類・地震分類
ポルトマッジョーレにおけるイタリアの気候分類 (it) および度日は、zona E, 2272 GGである。
また、イタリアの地震リスク階級 (it) では、zona 3 (sismicità bassa) に分類される。

## 行政

### 分離集落
ポルトマッジョーレには以下の分離集落（フラツィオーネ）がある。
- Gambulaga, Maiero, Runco, Portoverrara, Portorotta, Quartiere, Sandolo, Ripapersico

## 著名出身者
- ダビデ・サントン - サッカー選手